# 达吉河
达吉河（俄语：Река Даги）是萨哈林州诺格利基区的河流，长98公里，流域面积780平方公里，注入内斯基湾。河畔有同名村落。

## 引用
1. ↑  М·Г·瓦西科夫斯基. . 列宁格勒: 气象出版社. 1973 （俄语）.
2. ↑  . 国家水登记处.   [2023-10-28]. （原始内容存档于2023-10-28） （俄语）.